# Mistrzostwa Świata Juniorów w Lekkoatletyce 2008
12. Mistrzostwa Świata Juniorów w Lekkoatletyce – zawody lekkoatletyczne, które odbyły się w Bydgoszczy od 8 do 13 lipca 2008 roku na stadionie im. Zdzisława Krzyszkowiaka. Decyzję o powierzeniu miastu organizacji zawodów podjęła 29 marca 2006 w Osace Rada Międzynarodowego Stowarzyszenia Federacji Lekkoatletycznych.
Lekkoatletyczne mistrzostwa świata juniorów pierwszy raz w historii odbyły się w Polsce i były jednocześnie trzecimi w historii kraju zawodami z kalendarza IAAF mającymi rangę globalnego czempionatu – wcześniej w 1987 roku w Warszawie rozegrano mistrzostwa świata w biegu na przełaj, a w 1999 w Bydgoszczy przeprowadzono pierwsze w historii mistrzostwa świata juniorów młodszych. Zawody były największą sportową imprezą w historii Polski. W mistrzostwach wzięło udział 1520 zawodników ze 166 krajów – najwięcej w historii (do zawodów pierwotnie zgłosiło się 181 reprezentacji). Każdego dnia zawody obserwowało średnio 9000 osób. Na mistrzostwach akredytowanych było 160 dziennikarzy. Transmisje telewizyjne nadawane były m.in. w stacji Eurosport. Producentem sygnału telewizyjnego była stacja TVP Sport.

## Wybór organizatora
| Bydgoszcz | 13 | 15 |
| Moncton   | 13 | 11 |

W roku 2002 Bydgoszcz przegrała walkę o organizację juniorskich mistrzostw świata w 2004 z włoskim Grosseto. Pierwszy raz o możliwości goszczenia w 2008 mistrzostw zaczęto mówić w 2004 po przeprowadzeniu w Polsce superligi pucharu Europy. Miasto było kandydatem do przeprowadzenia w 2007 mistrzostw Europy juniorów jednak przegrało walkę o organizację tych zawodów z Hengelo. Chęć organizacji juniorskich mistrzostw świata w 2008 roku zgłosiły dwa miasta – Bydgoszcz oraz kanadyjskie Moncton. Ostateczną decyzję w sprawie przyznania praw do organizacji zawodów podejmowano w marcu 2006 roku w Osace. Polska kandydatura miała mniejszy budżet niż kanadyjska, której w tym samym miesiącu gwarancji finansowych udzielił rząd. Za Bydgoszczą przemawiało doświadczenie w organizacji dużych zawodów lekkoatletycznych – miasto gościło już m.in. młodzieżowe mistrzostwa Europy w 2003 roku oraz superligę pucharu Europy w 2004 roku. Głosowanie Rady IAAF miało miejsce 29 marca. W pierwszej turze głosowań był remis 13 do 13. W drugiej turze głosowań, która nie była przewidziana, Bydgoszcz zwyciężyła stosunkiem głosów 15 do 11. Po tym wydarzeniu podjęto jeszcze jednogłośną decyzję iż rywal polskiego miasta zorganizuje mistrzostwa świata juniorów w 2010 roku.
22 sierpnia 2006 oficjalna delegacja Bydgoszczy odebrała w Pekinie – mieście, które organizowało wówczas juniorski czempionat – flagę gospodarza tego typu imprezy. Flagę odebrał ówczesny prezydent Bydgoszczy Konstanty Dombrowicz. W polskiej delegacji znaleźli się także Adam Soroko (dyrektor wydziału sportu Urzędu Miejskiego Bydgoszczy), Irena Szewińska, która pełniła w tym okresie funkcję prezesa Polskiego Związku Lekkiej Atletyki oraz Krzysztof Wolsztyński – prezes Kujawsko-Pomorskiego Związku Lekkiej Atletyki.

## Przygotowania do mistrzostw

### Modernizacja stadionu
Po przyznaniu Bydgoszczy prawa do organizacji mistrzostw należało zmodernizować stadion im. Krzyszkowiaka – zadanie to było konieczne, mimo iż stadion spełniał normy IAAF. Koszty remontu obiektu szacowano na ok. 40 milionów złotych – część sumy miało przekazać Ministerstwo Sportu i Turystyki. Na początku 2007 ogłoszono, że przebudowane zostaną trzy z czterech trybun, a obiekt zyska nową – niebieską – nawierzchnię tartanową. Dodatkowo od strony ul. Gdańskiej zaplanowano budowę nowej – zadaszonej – głównej trybuny oraz budynku, w którym znajdować się miały m.in. sala konferencyjna i restauracja. Aby przyśpieszyć prace miasto jeszcze przed zakończeniem przetargu przygotowało teren pod inwestycję, m.in. wycięto drzewa oraz zlikwidowano stojący obok stadionu amfiteatr. Prace na obiekcie rozpoczęto w połowie 2007, a wykonawca miał tylko rok na przeprowadzenie wszystkich prac – koszt inwestycji to ponad 71 milionów złotych. Po wizycie delegatów IAAF, PZLA oraz TVP został zwiększony zakres prac co dodatkowo zwiększyło koszty modernizacji o ponad 6 milionów złotych. W czasie prac natrafiono na niewybuchy z czasów II wojny światowej. Decyzją prezydenta miasta zmieniona została nazwa obiektu na Bydgoski Stadion Miejski – decyzja ta została krytycznie oceniona przez kibiców bydgoskiego Zawiszy oraz mieszkańców miasta. Po zakończonej przebudowie stadion został uhonorowany laurem Odkrywca 2008 podczas wojewódzkich dni turystyki. Stadion był gotowy 10 czerwca 2008, a uroczyste otwarcie zmodernizowanej areny miało miejsce 1 lipca 2008 podczas kolejnej edycji europejskiego festiwalu lekkoatletycznego Tamex Cup. Dzięki przeprowadzonym pracom bydgoski stadion otrzymał certyfikat First Class IAAF – obiekt jest jednym z osiemdziesięciu na świecie i jedynym w Polsce stadionem, który posiada ten certyfikat.

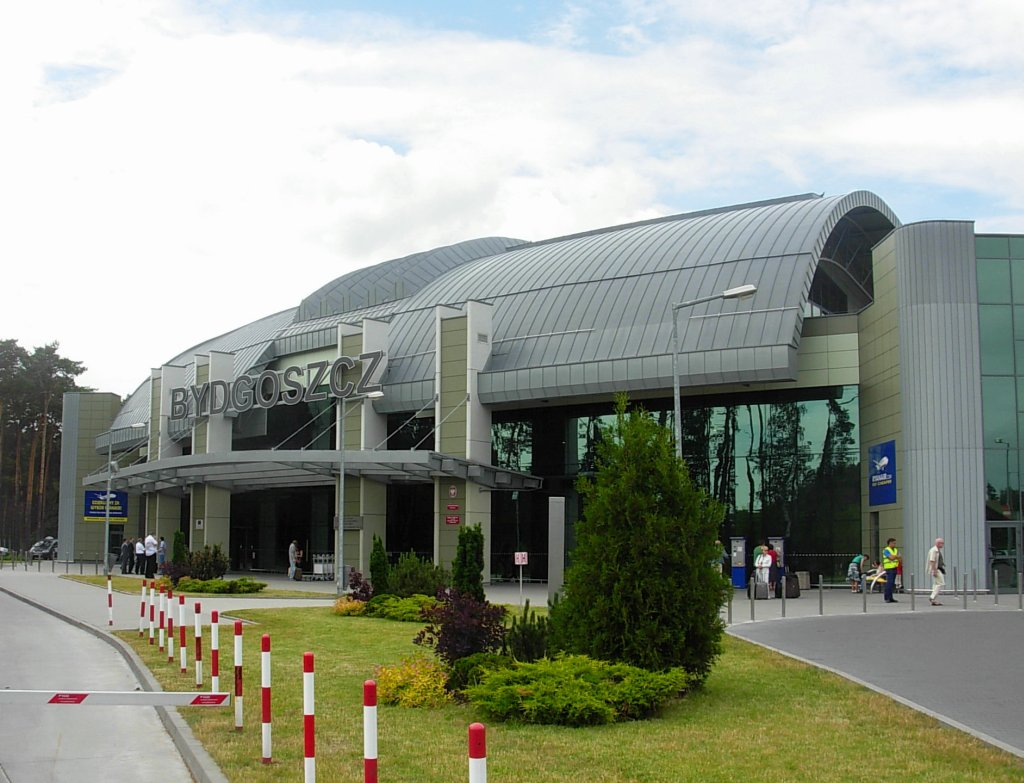
Terminal lotniczy w Bydgoszczy

### Transport
Jednym z głównych problemów miasta, który trzeba było rozwiązać przed mistrzostwami był transport. Bydgoski port lotniczy im. Paderewskiego z warszawskim lotniskiem łączyła linia obsługiwana przez zbyt małe samoloty. Dzięki podpisaniu przed czempionatem stosownej umowy z Polskimi Liniami Lotniczymi LOT w czasie imprezy przewoźnik uruchomił dodatkowe loty z Warszawy do Bydgoszczy kilka dni przed i po zakończeniu imprezy – dzięki temu udało się uniknąć czarterowania przez miasto samolotów oraz ostatecznie zrezygnowano z pomysłu na przewożenie uczestników mistrzostw autokarami z Warszawy. Przed zawodami drobną renowację przeszedł położony w pobliżu stadionu dworzec Bydgoszcz Leśna. Zmodernizowano znajdujący się bliskim sąsiedztwie obiektu wiadukt nad torami linii kolejowej nr 18 w ciągu ulicy Gdańskiej. W dniu otwarcia zawodów Miejskie Zakłady Komunikacyjne wprowadziły specjalne rozkłady jazdy linii tramwajowych, których trasy przebiegały w pobliżu stadionu, uruchomiono także specjalne połączenia autobusowe. Przez cały czas trwania zawodów z dworca Bydgoszcz Główna na stadion kursowała specjalna linia autobusowa.

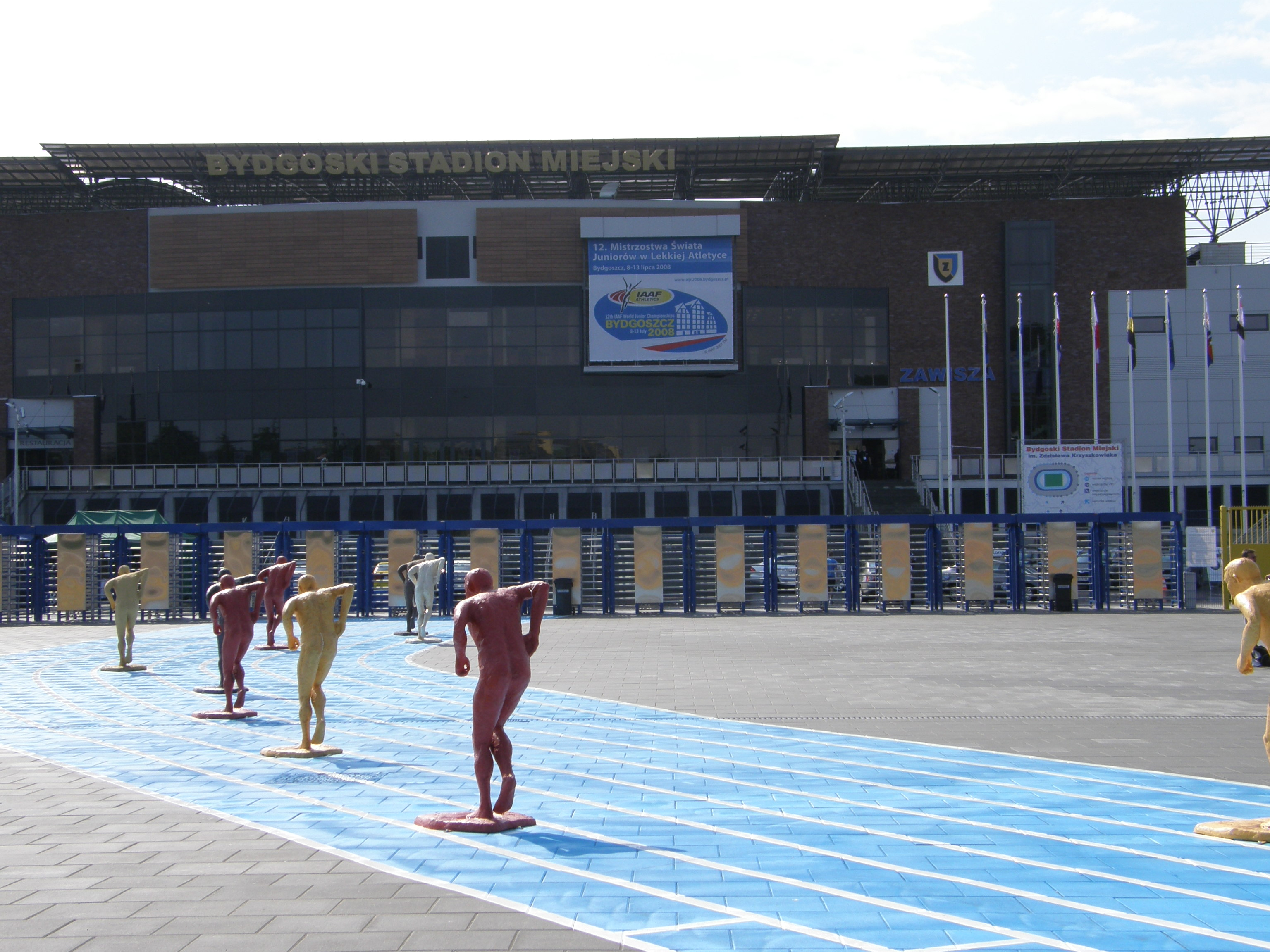
Figurki biegaczy promujące mistrzostwa przed stadionem

### Marketing i promocja
Bydgoszcz przeprowadziła szereg działań związanych z promocją imprezy, które kosztowały ok. 500 tysięcy złotych. Przedstawiciele miasta prezentowali Bydgoszcz jako organizatora czempionatu w 2006 w Pekinie podczas poprzedniej edycji juniorskich mistrzostw. 11 sierpnia 2007 przedstawiciele komitetu organizacyjnego, w ramach promocji mistrzostw, zdobyli wraz z flagą imprezy najwyższy szczyt Europy – Mont Blanc. Stoisko promocyjne zostało przygotowane na kongres IAAF w Osace w sierpniu 2007. W grudniu 2007 na ulicach miasta pojawiły się autobusy z reklamą czempionatu oraz rozpoczęto kampanię outdoorową. Maskotką mistrzostw została – podobnie jak w 2003 podczas młodzieżowego czempionatu Europy – wiewiórka. Od stycznia 2008 trwał konkurs, w którym każdy mógł zgłosić propozycję imienia dla maskotki – w maju ogłoszono, że zwyciężyło imię Bydzia. Do bydgoskich spółdzielni mieszkaniowych rozesłano kilka tysięcy naklejek promujących imprezę, a Zarząd Dróg Miejskich i Komunikacji Publicznej wydrukował ok. 9 milionów biletów z logiem zawodów. Dla kibiców przed zawodami przygotowano także konkurs na wykonanie pamiątkowej pocztówki. W polskich miastach pojawiło się ponad 1200 bilbordów oraz citylightów z plakatami promującymi zawody. Na antenach Telewizji Polskiej został wyemitowanych około 200 spotów reklamowych, a dodatkowo reklamy mistrzostw można było usłyszeć w sieci radia Eska. Specjalnie na czas mistrzostw przedłużony został sezon kulturalny w mieście. Przed zawodami w różnych miejscach Bydgoszczy ustawiono figurki biegaczy, którzy skierowani byli w stronę stadionu.

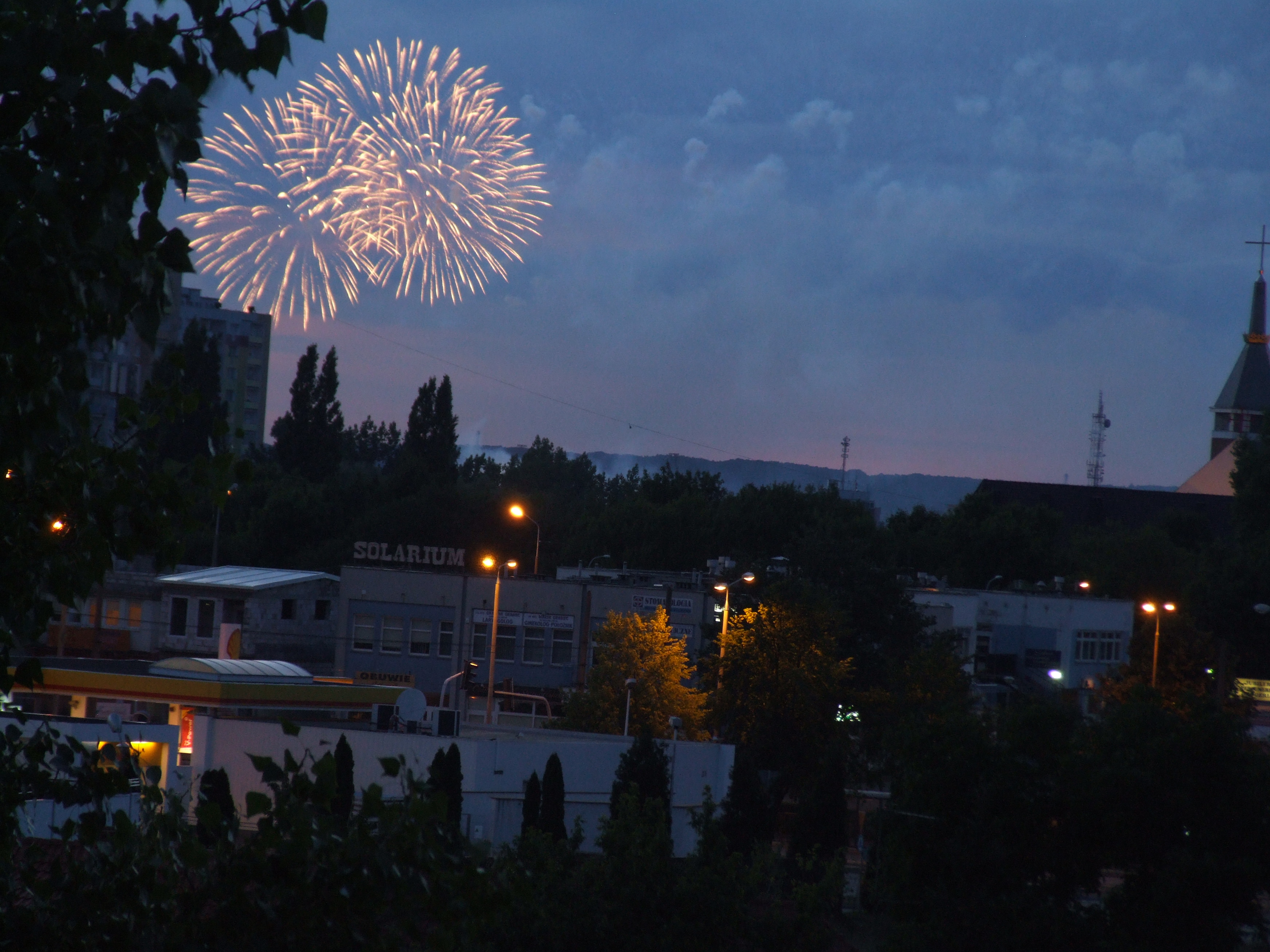
Pokaz sztucznych ogni podczas otwarcia mistrzostw

## Ceremonia otwarcia
Pierwszego dnia zawodów – we wtorek 8 lipca – po rozegraniu trzynastu konkurencji, w tym finału pchnięcia kulą mężczyzn i biegu na 5000 metrów kobiet odbyła się uroczysta ceremonia otwarcia mistrzostw świata. Oficjalnego otwarcia juniorskiego czempionatu, o godzinie 20:30, dokonał ówczesny minister Sportu i Turystyki Mirosław Drzewiecki. Widowisko przygotowane z okazji rozpoczęcia zawodów wyreżyserował Agustin Egurrola. Na początku wystąpił polski pianista Stanisław Drzewiecki. Na płycie boiska wystąpiła Grupa Taneczna Volt, a zgromadzeni na stadionie mogli wysłuchać koncertów Urszuli Dudziak, Kapeli ze Wsi Warszawa oraz gwiazdy wieczoru fińskiego zespołu Sunrise Avenue. Uroczystość otwarcia zawodów zakłócili kibice piłkarskiej drużyny Zawiszy Bydgoszcz, którzy w proteście przeciwko zmianie nazwy stadionu wywieśli na trybunach transparenty oraz gwizdami reagowali na wystąpienie prezydenta Domborowicza podczas ceremonii. Na koniec przedstawienia przygotowano pokaz sztucznych ogni. Przygotowanie otwarcia zawodów kosztowało około miliona złotych.

## Przebieg zawodów
Zawody zaczęły się 8 lipca 2008 roku – z powodu gwałtownego opadu deszczu pierwsze konkurencje mistrzostw rozpoczęły się z 20 minutowym opóźnieniem. W sesji porannej rozgrywane były tylko eliminacje. Po południu rywalizacja zaczęła się o godzinie 17:00 od biegów eliminacyjnych na 800 metrów. Pierwszym finałem mistrzostw był konkurs pchnięcia kulą, który rozpoczął się o godzinie 18:35 – złoty medal w tej konkurencji zdobył reprezentant Niemiec David Storl uzyskując najlepszy wynik w sezonie na świecie (21,08). Po przeprowadzeniu półfinałowych biegów na 100 metrów odbył się finałowy bieg na 5000 metrów kobiet, w którym zwyciężyła Etiopka Sule Utura. Na koniec pierwszego dnia zawodów odbyła się uroczysta ceremonia otwarcia czempionatu.
Rano 9 lipca od biegu na 100 metrów rywalizację na stadionie w Bydgoszczy rozpoczęli dziesięcioboiści. W porannej sesji rozegrano także eliminacje rzutu oszczepem i biegu na 400 metrów przez płotki mężczyzn oraz skoku o tyczce kobiet. Jedynym finałem w przedpołudniowej części zawodów był chód na 10 000 metrów kobiet, w którym zwyciężyła Rosjanka Tatjana Miniejewa ustanawiając wynikiem 43:24,72 rekord mistrzostw. W pierwszym finale sesji popołudniowej Bianca Perie zdobyła złoty medal w rzucie młotem. Od godziny 18:05 odbywał się finał męskiego skoku w dal, w którym Marquise Goodwin zdobył pierwszy złoty medal dla Stanów Zjednoczonych w skoku w dal od juniorskich mistrzostw z 1992 roku. W finałowym biegu na 10 000 metrów zwyciężył Kenijczyk Josphat Kipkoech Bett, a w rzucie dyskiem niespodziewanym mistrzem świata został Niemiec Gordon Wolf. Na koniec drugiego dnia zawodów odbył się finałowe biegi na 100 metrów kobiet i mężczyzn – wśród pań złoto zdobyła Amerykanka Jeneba Tarmoh, a wśród panów wygrał Jamajczyk Dexter Lee.

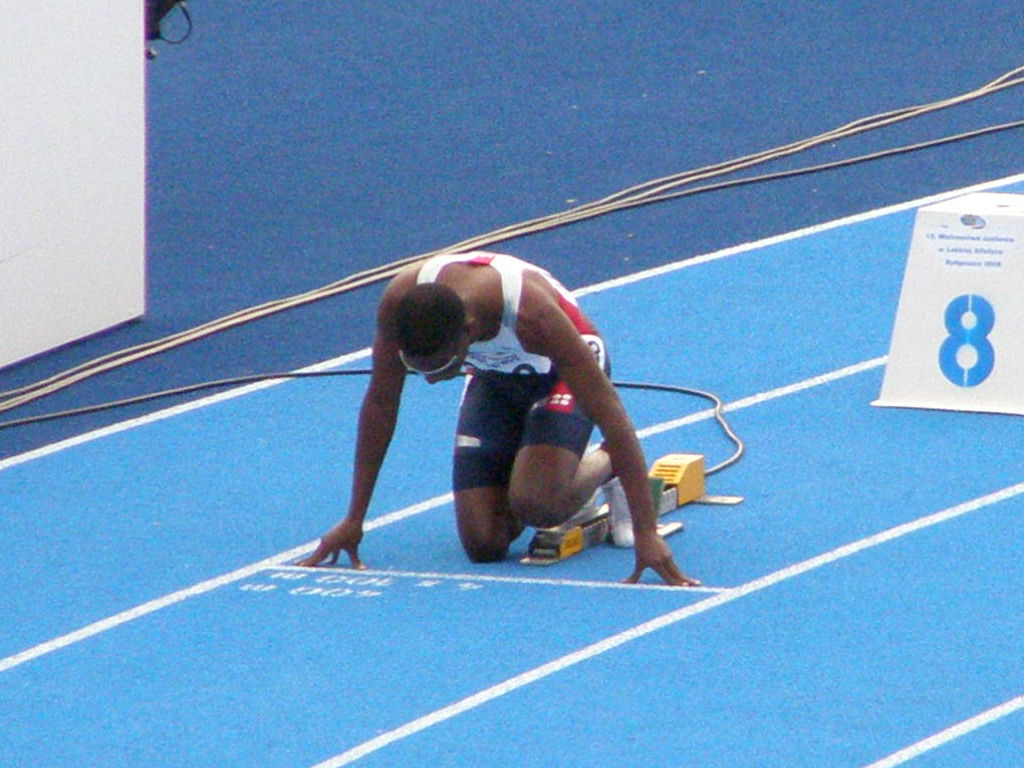
Marcus Boyd – złoty medalista biegu na 400 metrów

Rano 10 lipca rozegrano kolejne konkurencje dziesięcioboju (bieg na 110 m przez płotki, rzut dyskiem i skok o tyczce) oraz przeprowadzono eliminacje w czterech konkurencjach biegowych oraz dwóch technicznych. Popołudniową część zawodów rozpoczął konkurs rzutu oszczepem do dziesięcioboju. Od 17:20 o medale walczyły skoczkinie wzwyż (wygrała ostatecznie Niemka Kimberly Jess), a od 17:30 kulomiotki – historyczny pierwszy złoty medal juniorskich mistrzostw świata dla Chile zdobyła w tej konkurencji reprezentantka tego kraju Natalia Ducó. W trójskoku kobiet zwyciężyła Kubanka Dailenys Alcántara, a w biegu na 3000 m z przeszkodami Christine Kambua Muyanga z Kenii. Bieg na 400 metrów mężczyzn, który odbył się o 19:05, zakończył się triumfem Amerykanina Marcusa Boyda, który wyprzedził jednego z najmłodszych uczestników zawodów, reprezentanta Grenady Kirani Jamesa. Zwyciężczyni rzutu oszczepem kobiet Ukrainka Wira Rebryk wynikiem 63,01, który uzyskała w drugiej kolejce rzutów, ustanowiła nowy rekord świata juniorów w tej konkurencji.  W biegu na 1500 metrów panów złoto zdobył Algierczyk Imad Touil, a w biegu na 400 metrów kobiet zwyciężyła 17-letnia Nigeryjka Folashade Abugan. O 20:00 rozegrano ostatnią konkurencję dziesięcioboju, w którym ostatecznie złoty medal wywalczył Jan Felix Knobel z Niemiec, który pokonał Białorusina Eduarda Michana o zaledwie dwa punkty.
Czwarty dzień czempionatu – piątek 11 lipca – rozpoczął się od biegów na 100 metrów przez płotki do siedmioboju. W sesji przedpołudniowej odbył się także eliminacje rzutu dyskiem i skoku w dal kobiet oraz biegu na 110 metrów przez płotki i 1500 metrów mężczyzn. Jednym finałem, który odbył się przed południem był męski chód na 10 000 metrów, który zakończył się zwycięstwem Rosjanina Stanisława Jemieljanowa. Popołudniowa sesja zaczęła się o godzinie 17:00 od eliminacji skoku wzwyż mężczyzn oraz finału skoku o tyczce kobiet (w tej konkurencji zwycięstwo odniosła Waleria Wolik z wynikiem 4,40 – nowym rekordem mistrzostw). W dalszej części zawodów oprócz eliminacji męskich i żeńskich sztafet 4 × 100 metrów rozegrano same finały. Złoty medal w trójskoku panów zdobył Francuz Teddy Tamgho, w biegach na 400 metrów przez płotki wygrali reprezentanci USA – Takecia Jameson wśród kobiet i Jeshua Anderson wśród mężczyzn. Sheniqua Ferguson zwyciężyła w biegu na 200 metrów kobiet. Tytuły mistrzowskie w biegu na 800 metrów zdobyli Sudańczyk Abubaker Kaki Khamis – aktualny halowy mistrz świata wśród seniorów – oraz Rumunka Elena Mirela Lavric. Drugim francuskim złotym medalistą czwartego dnia zawodów został Christophe Lemaitre, który o jedną setną sekundy pokonał Jamajczyka Nickel Ashmeade w biegu na 200 metrów. Od 18:40 o medale rywalizowali także oszczepnicy – finałowy konkurs tej konkurencji przeciągnął się w czasie i zakończył po ostatnich biegach finałowych na 200 metrów – wśród których najlepszy okazał się Polak Robert Szpak, który po pasjonującej walce pokonał faworyta zawodów Egipcjanina Ihaba Al Sayeda Abdelrahmana i zdobył pierwszy medal dla gospodarzy mistrzostw.

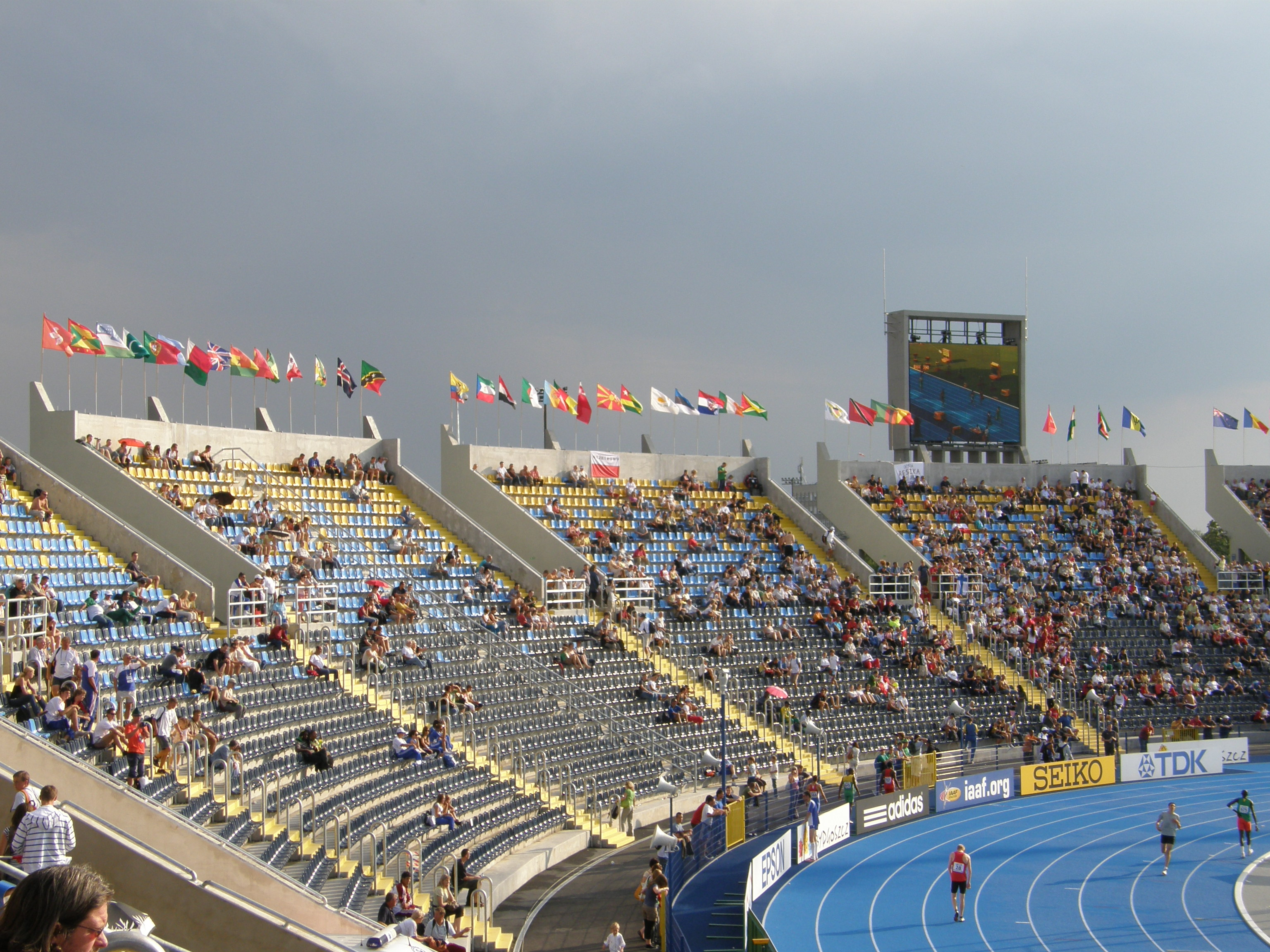
Stadion w Bydgoszczy podczas mistrzostw

Przedostatniego dnia mistrzostw – w sobotę 12 lipca – odbyła się tylko sesja popołudniowa, którą o godzinie 15:00 rozpoczęły wieloboistki od startu w skoku w dal. W tym samym czasie rozpoczęto rywalizację w finałowym konkursie rzutu młotem panów, w którym pierwsze miejsce zajął Amerykanin Walter Henning uzyskując wynik 76,40 będący nowym rekordem Ameryki Północnej, Środkowej i Karaibów. Złoty medal w skoku o tyczce mężczyzn zdobył Raphael Holzdeppe z Niemiec, a w skoku w dal kobiet zwyciężyła Ivana Španović zdobywając pierwszy złoty medal dla Serbii w historii juniorskich mistrzostw globu. Bieg na 100 m przez płotki zakończył się triumfem Teona Rodgers z USA, a w biegu na 3000 metrów wygrała Kenijka Mercy Cherono. Po godzinie 18:00 odbył się finały męskich i żeńskich sztafet 4 × 100 metrów – złote medale przypadły zespołom Stanów Zjednoczonych. Ostatnią konkurencją piątego dnia mistrzostw był bieg na 800 metrów do siedmioboju, w którym ostatecznie złoto przypadło Niemce Carolin Schäfer.
Niedziela 13 lipca była ostatnim dniem zawodów – odbywała się wówczas tylko sesja popołudniowa, w której przeprowadzono osiem finałów. Od godziny 16:00 rywalizowali skoczkowie wzwyż wśród których najlepszy okazał Ukrainiec Bohdan Bondarenko. Kilka minut po rozpoczęciu finału skoku wzwyż odbył się bieg na 3000 metrów panów, w którym pierwszy na metę dotarł Kenijczyk Jonathan Muia Ndiku. W finale rzutu dyskiem kobiet zwyciężyła Chinka Xi Shangxue. Mistrzem świata juniorów w biegu na 110 metrów przez płotki został Rosjanin Konstantin Szabanow – w 1979 na tym samym dystansie podczas rozegranych w Bydgoszczy mistrzostw Europy juniorów brązowy medal zdobył jego ojciec Georgij. Bieg na 5000 metrów panów zakończył się zwycięstwem reprezentanta Etiopii Abrehama Cherkosa Feleke, a w biegu na 1500 metrów kobiet złoto przypadło Stephanie Twell z Wielkiej Brytanii. Zawody zakończyła rywalizacja sztafet 4 × 400 metrów – wśród kobiet i mężczyzn w konkurencji tej złote medale przypadły zespołom Stanów Zjednoczonych.
Zawody zakończyły się oficjalnym przekazaniem przez szefa IAAF Lamine Diacka flagi organizacji prezydentowi kanadyjskiego Moncton, które było gospodarzem kolejnej edycji juniorskiego czempionatu.

## Rezultaty
| WJR – rekord świata juniorów \| AJR – rekord kontynentu w kategorii juniorów \| CR – rekord mistrzostw świata \| NJR – rekord kraju w kategorii juniorów \| NR – rekord kraju |
| SB – najlepszy wynik w sezonie \| WJL – najlepszy wynik na listach światowych juniorów w 2008 roku \| PB – rekord życiowy                                                     |

### Mężczyźni
| Konkurencja:                  | 1. miejsce                                                                         | Rezultat      | 2. miejsce                                                                     | Rezultat         | 3. miejsce                                                                                  | Rezultat         | Źródło  |
| Bieg na 100 m                 | Dexter Lee                                                                         | 10,40         | Wilhelm van der Vyver                                                          | 10,42            | Terrell Wilks                                                                               | 10,45            | [ 105 ] |
| Bieg na 200 m                 | Christophe Lemaitre                                                                | 20,83 PB      | Nickel Ashmeade                                                                | 20,84            | Robert Hering                                                                               | 20,96            | [ 106 ] |
| Bieg na 400 m                 | Marcus Boyd                                                                        | 45,53 WJL     | Kirani James                                                                   | 45,70 NJR        | O’Neal Wilder                                                                               | 45,76            | [ 107 ] |
| Bieg na 800 m                 | Abubaker Kaki Khamis                                                               | 1:45,60       | Geoffrey Kibet                                                                 | 1:46,23 PB       | André Olivier                                                                               | 1:47,57          | [ 108 ] |
| Bieg na 1500 m                | Imad Touil                                                                         | 3:47,40       | James Kiplagat Magut                                                           | 3:47,51          | Demma Daba                                                                                  | 3:47,65          | [ 109 ] |
| Bieg na 5000 m                | Abreham Cherkos Feleke                                                             | 13:08,57 CR   | Mathew Kipkoech Kisorio                                                        | 13:11,57 PB      | Dejen Gebremeskel                                                                           | 13:11,97         | [ 110 ] |
| Bieg na 10 000 m              | Josphat Kipkoech Bett                                                              | 27:30,85 CR   | Titus Kipjumba Mbishei                                                         | 27:31,65 PB      | Ibrahim Jeilan                                                                              | 28:07,98         | [ 111 ] |
| Bieg na 3000 m z przeszkodami | Jonathan Muia Ndiku                                                                | 8:17,28 PB    | Benjamin Kiplagat                                                              | 8:19,24          | Patrick Kipyegon Terer                                                                      | 8:25,14 PB       | [ 112 ] |
| Bieg na 110 m przez płotki    | Konstantin Szabanow                                                                | 13,27 WJL     | Booker Nunley                                                                  | 13,45            | Keiron Stewart                                                                              | 13,51            | [ 113 ] |
| Bieg na 400 m przez płotki    | Jeshua Anderson                                                                    | 48,68 PB      | Johnny Dutch                                                                   | 49,25            | Amaurys R. Valle                                                                            | 49,56 NJR        | [ 114 ] |
| Sztafeta 4 × 100 m            | Stany Zjednoczone · Dante Sales · Antonio Sales · Marquise Goodwin · Terrell Wilks | 38,98 WJL     | Jamajka · Oshane Bailey · Dexter Lee · Nickel Ashmeade · Yohan Blake           | 39,25 SB         | Południowa Afryka · Johannes Mosala · Roscoe Engel · Patrick Vosloo · Wilhelm van der Vyver | 39,70            | [ 115 ] |
| Sztafeta 4 × 400 m            | Stany Zjednoczone · Marcus Boyd · Bryan Miller · O’Neal Wilder · Jeshua Anderson   | 3:03,86 WJL   | Wielka Brytania · Louis Persent · Robert Davis · Nigel Levine · Jordan McGrath | 3:05,82 SB       | Niemcy · Niklas Zender · Alexander Juretzko · Marc-John Dombrowski · Pascal Nabow           | 3:06,47 SB       | [ 116 ] |
| Chód na 10 000 m              | Stanisław Jemieljanow                                                              | 39:35,01 CR   | Chen Ding                                                                      | 39:47,20 AJR     | Lluís Torlá                                                                                 | 40:29,57 PB      | [ 117 ] |
| Skok wzwyż                    | Bohdan Bondarenko                                                                  | 2,26 WJL      | Sylwester Bednarek                                                             | 2,24 SB          | Miguel Ángel Sancho                                                                         | 2,21             | [ 118 ] |
| Skok o tyczce                 | Raphael Holzdeppe                                                                  | 5,50          | Paweł Wojciechowski                                                            | 5,40 PB          | Karsten Dilla                                                                               | 5,30             | [ 119 ] |
| Skok w dal                    | Marquise Goodwin                                                                   | 7,74 PB       | Dzmitryj Astrouski                                                             | 7,64             | Eusebio Cáceres                                                                             | 7,59             | [ 120 ] |
| Trójskok                      | Teddy Tamgho                                                                       | 17,33w        | Osviel Hernández                                                               | 16,90w           | Mohamed Yusuf Salman                                                                        | 16,59            | [ 121 ] |
| Pchnięcie kulą                | David Storl                                                                        | 21,08 WJL     | Aleksandr Bułanow                                                              | 20,14            | Marin Premeru                                                                               | 19,93 PB         | [ 122 ] |
| Rzut dyskiem                  | Gordon Wolf                                                                        | 62,00 PB      | Marin Premeru                                                                  | 61,85            | Mykyta Nesterenko                                                                           | 61,01            | [ 123 ] |
| Rzut młotem                   | Walter Henning                                                                     | 76,92 AJR     | Conor McCullough                                                               | 75,88 PB         | Aleh Dubicki                                                                                | 75,42            | [ 124 ] |
| Rzut oszczepem                | Robert Szpak                                                                       | 78,01 WJL PB  | Ihab Al Sayed Abdelrahman                                                      | 76,20 NJR PB     | Ansis Brūns                                                                                 | 75,31 PB         | [ 125 ] |
| Dziesięciobój                 | Jan Felix Knobel                                                                   | 7896 pkt. WJL | Eduard Michan                                                                  | 7894 pkt. NJR PB | Mihail Dudaš                                                                                | 7663 pkt. NJR PB | [ 126 ] |

### Kobiety
| Konkurencja:                  | 1. miejsce                                                                              | Rezultat     | 2. miejsce                                                                      | Rezultat     | 3. miejsce                                                                           | Rezultat     | Źródło  |
| Bieg na 100 m                 | Jeneba Tarmoh                                                                           | 11,37        | Ashlee Nelson                                                                   | 11,49        | Sheniqua Ferguson                                                                    | 11,52        | [ 127 ] |
| Bieg na 200 m                 | Sheniqua Ferguson                                                                       | 23,24        | Meritzer Williams                                                               | 23,40        | Janelle Redhead                                                                      | 23,52        | [ 128 ] |
| Bieg na 400 m                 | Folashade Abugan                                                                        | 51,84        | Jessica Beard                                                                   | 52,09        | Susana Clement                                                                       | 52,36        | [ 129 ] |
| Bieg na 800 m                 | Elena Mirela Lavric                                                                     | 2:00,06 CR   | Merve Aydın                                                                     | 2:00,92 NJR  | Machteld Mulder                                                                      | 2:02,05 PB   | [ 130 ] |
| Bieg na 1500 m                | Stephanie Twell                                                                         | 4:15,09      | Kalkidan Gezahegne                                                              | 4:16,58      | Emma Pallant                                                                         | 4:17,06      | [ 131 ] |
| Bieg na 3000 m                | Mercy Cherono                                                                           | 8:58,07 SB   | Bizunesh Urgesa                                                                 | 8:58,90      | Frehiwat Goshu                                                                       | 9:03,76 PB   | [ 132 ] |
| Bieg na 5000 m                | Sule Utura                                                                              | 16:15,59     | Genzebe Dibaba                                                                  | 16:16,75     | Nelly Ngeiywo                                                                        | 16:17,96     | [ 133 ] |
| Bieg na 3000 m z przeszkodami | Christine Kambua Muyanga                                                                | 9:31,35 CR   | Elizabeth Mueni                                                                 | 9:36,50 PB   | Korahubish Itaa                                                                      | 9:37,81 NJR  | [ 134 ] |
| Bieg na 100 m przez płotki    | Teona Rodgers                                                                           | 13,40        | Shermaine Williams                                                              | 13,48        | Belkis Milanés                                                                       | 13,49        | [ 135 ] |
| Bieg na 400 m przez płotki    | Takecia Jameson                                                                         | 56,29 WJL    | Janeil Bellille                                                                 | 56,84 NJR PB | Meghan Beesley                                                                       | 57,08 PB     | [ 136 ] |
| Sztafeta 4 × 100 m            | Stany Zjednoczone · Jeneba Tarmoh · Shayla Mahan · Gabrielle Glenn · Tiffany Townsend   | 43,66 WJL    | Jamajka · Shawna Anderson · Kaycea Jones · Gayon Evans · Jura Levy              | 43,98 SB     | Brazylia · Bárbara de Oliveira · Bárbara Leôncio · Luana Correa · Rosângela Santos   | 44,61        | [ 137 ] |
| Sztafeta 4 × 400 m            | Stany Zjednoczone · Lanie Whittaker · Jessica Beard · Erica Alexander · Takecia Jameson | 3:30,19      | Ukraina · Olha Zemlak · Julija Krasnoszczok · Hanna Jaroszczuk · Julija Barałej | 3:34,20 NJR  | Australia · Brittney McGlone · Trychelle Kingdom · Olivia Tauro · Angeline Blackburn | 3:34,23 SB   | [ 138 ] |
| Chód na 10 000 m              | Tatjana Miniejewa                                                                       | 43:24,72 CR  | Elmira Alembiekowa                                                              | 43:45,16 PB  | Li Yanfei                                                                            | 44:24,10 PB  | [ 139 ] |
| Skok wzwyż                    | Kimberly Jess                                                                           | 1,86         | Mirela Demirewa                                                                 | 1,86 SB      | Lesyanís Mayor Hannelore Desmet                                                      | 1,86 PB      | [ 140 ] |
| Skok o tyczce                 | Walerija Wolik                                                                          | 4,40 CR      | Jekatierina Kolesowa                                                            | 4,40 CR      | Ekateríni Stefanídi                                                                  | 4,25 SB      | [ 141 ] |
| Skok w dal                    | Ivana Španović                                                                          | 6,61         | Nastassia Mironczyk                                                             | 6,46         | Dailenys Alcántara                                                                   | 6,41 PB      | [ 142 ] |
| Trójskok                      | Dailenys Alcántara                                                                      | 14,25 WJL    | Josleidy Ribalta                                                                | 13,85        | Paraskeví Papahrístou                                                                | 13,74        | [ 143 ] |
| Pchnięcie kulą                | Natalia Ducó                                                                            | 17,23        | Melissa Boekelman                                                               | 16,60        | Ma Qiao                                                                              | 16,55 SB     | [ 144 ] |
| Rzut dyskiem                  | Xi Shangxue                                                                             | 54,96 SB     | Julia Fischer                                                                   | 54,69        | Sandra Perković                                                                      | 54,24        | [ 145 ] |
| Rzut młotem                   | Bianca Perie                                                                            | 67,95 CR     | Kateřina Šafránková                                                             | 63,13        | Jenny Ozorai                                                                         | 60,80        | [ 146 ] |
| Rzut oszczepem                | Wira Rebryk                                                                             | 63,01 WJR PB | Li Lingwei                                                                      | 59,25 PB     | Tatjana Jelača                                                                       | 58,77 NJR PB | [ 147 ] |
| Siedmiobój                    | Carolin Schäfer                                                                         | 5833 pkt. PB | Jana Maksimawa                                                                  | 5766 pkt.    | Grit Šadeiko                                                                         | 5765 pkt. PB | [ 148 ] |

## Klasyfikacja medalowa

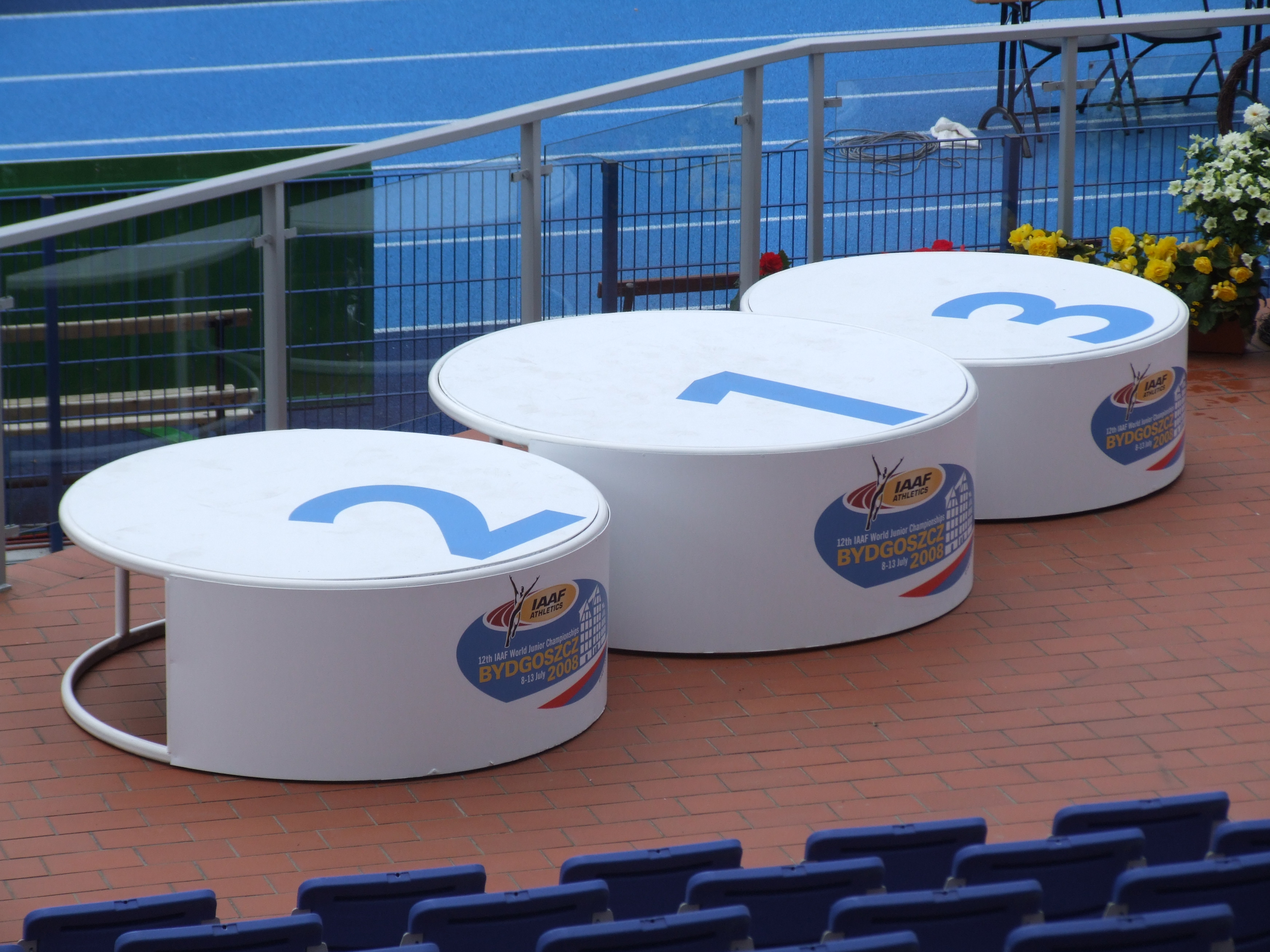
Podium mistrzostw na stadionie w Bydgoszczy

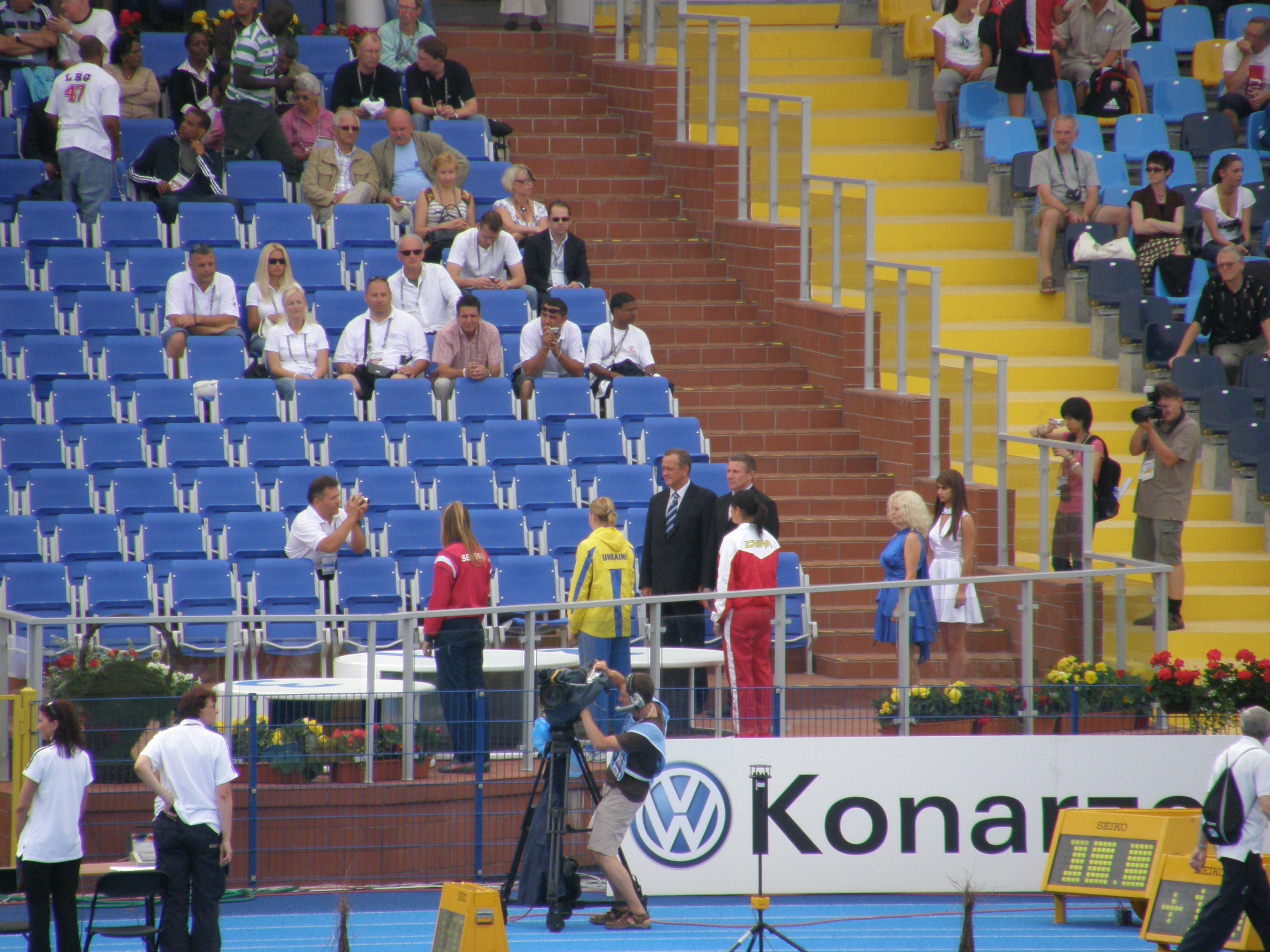
Serhij Bubka dekoruje medalistki rzutu oszczepem kobiet

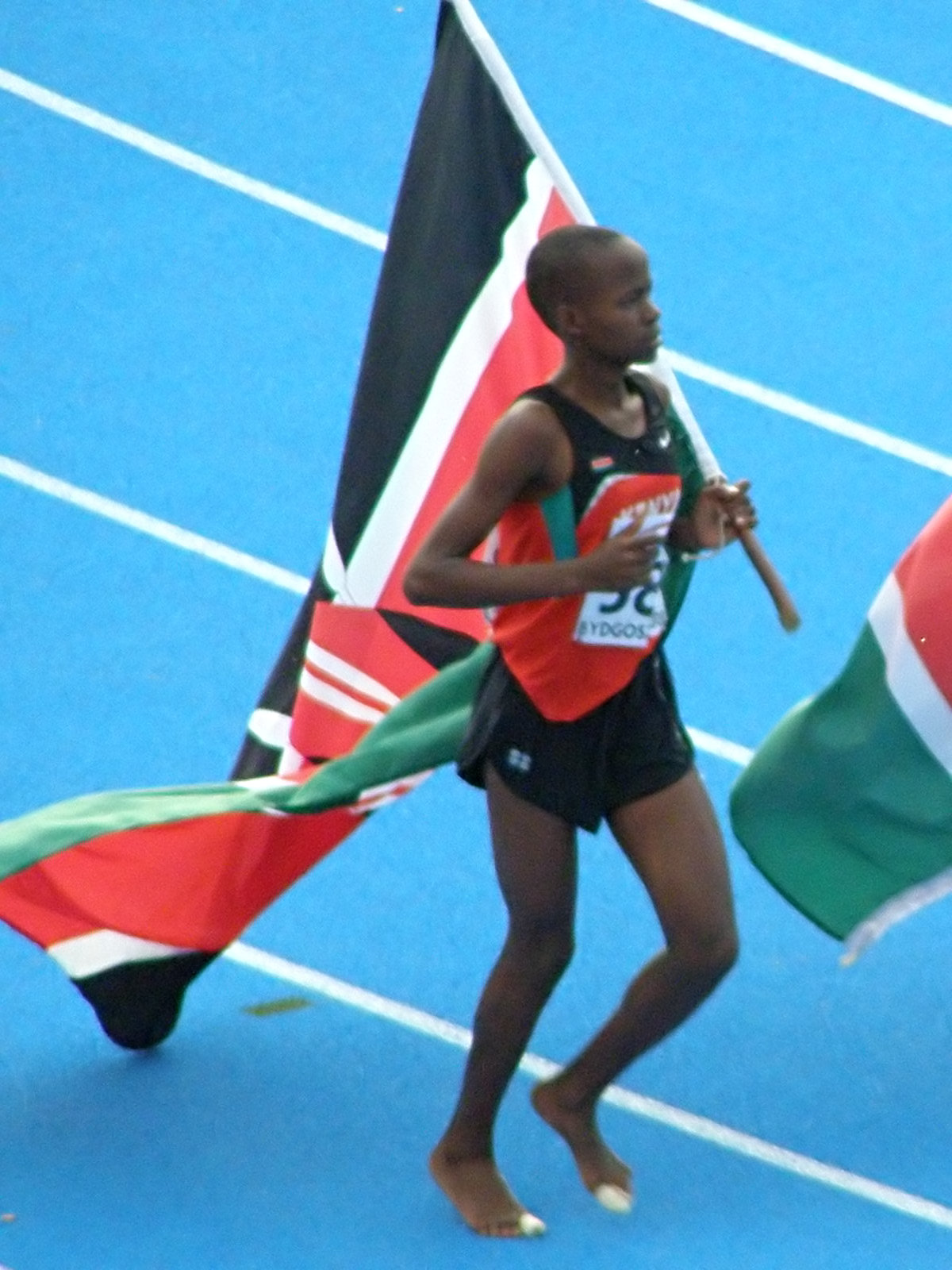
Christine Kambua Muyanga – złota medalistka w biegu na 3000 m z przeszkodami

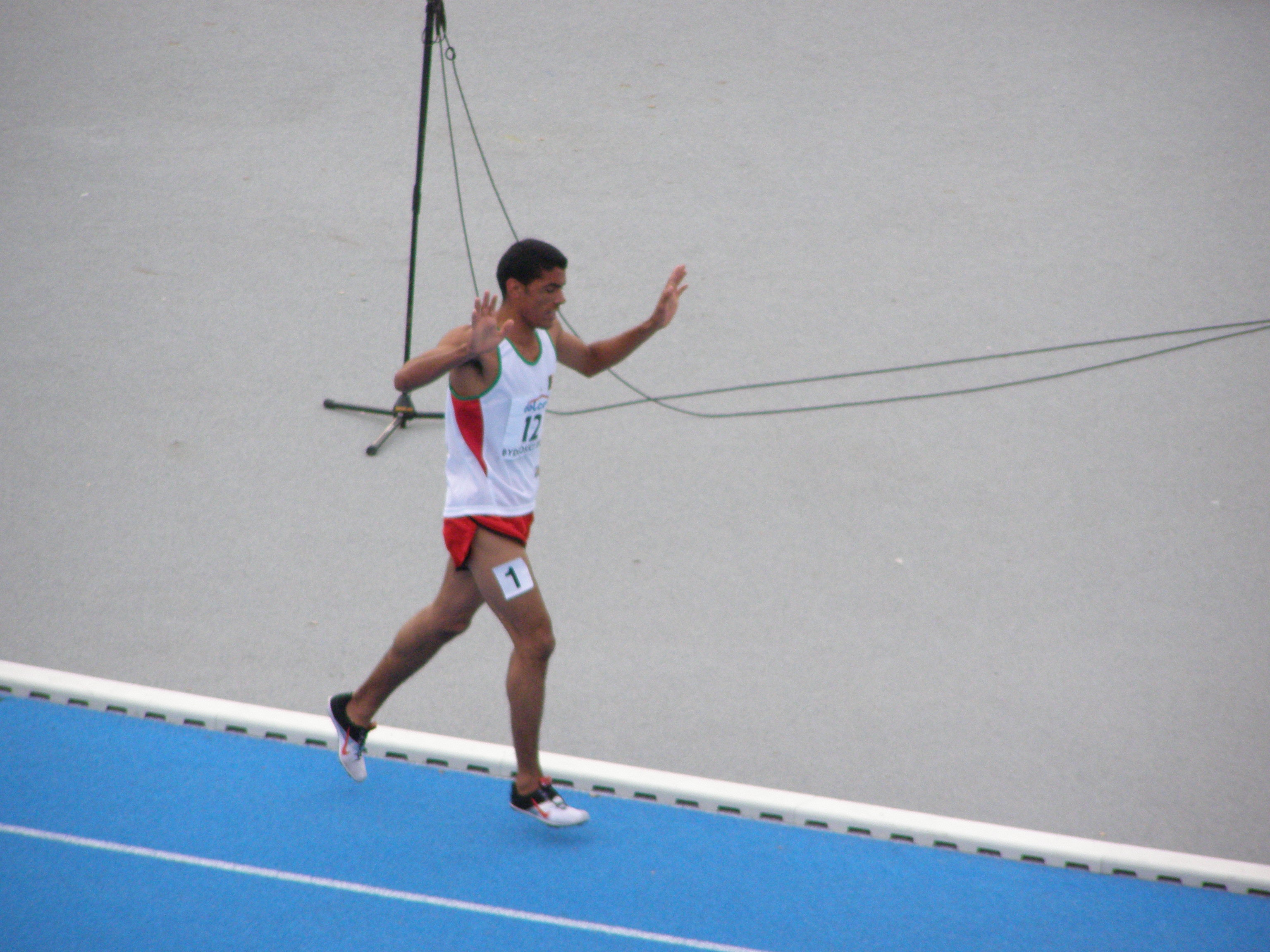
Imad Touil, zwycięzca biegu na 1500 m, zdobył jedyny medal dla Algierii

Podczas bydgoskich mistrzostw medale zdobyli reprezentanci 41 krajów – o trzy mniej niż dwa lata wcześniej podczas czempionatu w Pekinie. Najwięcej medali przypadło zawodnikom USA, którzy na podium stawali aż siedemnaście razy. Gospodarze zawodów (wyróżnieni w poniższej tabeli) zdobyli trzy medale w tym jeden złoty. W klasyfikacji punktowej ze 174 punktami pierwsze miejsce zajęły Stany Zjednoczone wyprzedzając Niemcy (122 punkty) i Kenię (102 punkty) – gospodarze zawodów z dorobkiem 50 punktów zajęli w tym zestawieniu 11. miejsce.
| Miejsce | Kraj                | Złoto | Srebro | Brąz | Razem |
| 1       | Stany Zjednoczone   | 11    | 4      | 2    | 17    |
| 2       | Niemcy              | 6     | 1      | 3    | 11    |
| 3       | Kenia               | 4     | 5      | 2    | 11    |
| 4       | Rosja               | 4     | 3      | 0    | 7     |
| 5       | Etiopia             | 2     | 3      | 5    | 10    |
| 6       | Ukraina             | 2     | 1      | 1    | 4     |
| 7       | Francja             | 2     | 0      | 0    | 2     |
| 7       | Rumunia             | 2     | 0      | 0    | 2     |
| 9       | Jamajka             | 1     | 4      | 1    | 6     |
| 10      | Kuba                | 1     | 2      | 5    | 8     |
| 11      | Wielka Brytania     | 1     | 2      | 2    | 5     |
| 11      | Chiny               | 1     | 2      | 2    | 5     |
| 13      | Polska              | 1     | 2      | 0    | 3     |
| 14      | Serbia              | 1     | 0      | 2    | 3     |
| 15      | Bahamy              | 1     | 0      | 1    | 2     |
| 16      | Algieria            | 1     | 0      | 0    | 1     |
| 16      | Chile               | 1     | 0      | 0    | 1     |
| 16      | Nigeria             | 1     | 0      | 0    | 1     |
| 16      | Sudan               | 1     | 0      | 0    | 1     |
| 20      | Białoruś            | 0     | 4      | 1    | 5     |
| 21      | Chorwacja           | 0     | 1      | 2    | 3     |
| 21      | Południowa Afryka   | 0     | 1      | 2    | 3     |
| 23      | Grenada             | 0     | 1      | 1    | 2     |
| 23      | Holandia            | 0     | 1      | 1    | 2     |
| 25      | Bułgaria            | 0     | 1      | 0    | 1     |
| 25      | Czechy              | 0     | 1      | 0    | 1     |
| 25      | Egipt               | 0     | 1      | 0    | 1     |
| 25      | Saint Kitts i Nevis | 0     | 1      | 0    | 1     |
| 25      | Trynidad i Tobago   | 0     | 1      | 0    | 1     |
| 25      | Turcja              | 0     | 1      | 0    | 1     |
| 25      | Uganda              | 0     | 1      | 0    | 1     |
| 32      | Hiszpania           | 0     | 0      | 3    | 3     |
| 33      | Grecja              | 0     | 0      | 2    | 2     |
| 34      | Australia           | 0     | 0      | 1    | 1     |
| 34      | Bahrajn             | 0     | 0      | 1    | 1     |
| 34      | Belgia              | 0     | 0      | 1    | 1     |
| 34      | Brazylia            | 0     | 0      | 1    | 1     |
| 34      | Estonia             | 0     | 0      | 1    | 1     |
| 34      | Łotwa               | 0     | 0      | 1    | 1     |
| 34      | Węgry               | 0     | 0      | 1    | 1     |
| Suma:   | Suma:               | 44    | 44     | 45   | 133   |

## Rekordy

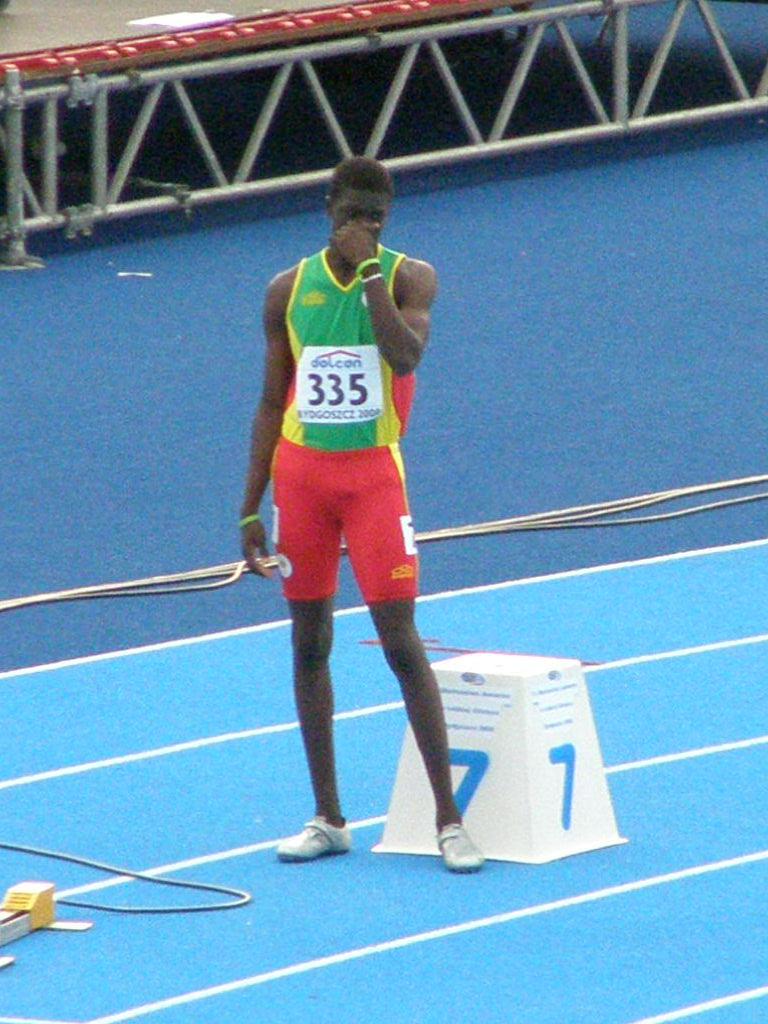
Kirani James z Grenady ustanowił w finale biegu na 400 metrów rekord świata piętnastolatków

Złota medalistka w rzucie oszczepem kobiet – Ukrainka Wira Rebryk ustanowiła rekord świata juniorek w tej konkurencji – 63,01. Zwycięzca biegu na 3000 metrów z przeszkodami – Kenijczyk Jonathan Muia Ndiku ustanowił wynikiem 8:17,28 rekord świata kadetów na tym dystansie. W finale biegu na 400 metrów Grenadyjczyk Kirani James zdobywając srebrny medal ustanowił w finale rekord świata piętnastolatków – 45,70. Najlepszy zawodnik w eliminacjach trójskoku mężczyzn – Australijczyk Henry Frayne ustanowił wynikiem 16,40 m rekord Australii i Oceanii w kategorii juniorów. Złoty medalista w rzucie młotem (o wadze 6 kilogramów) – Amerykanin Walter Henning ustanowił rekord Ameryki Północnej juniorów w tej konkurencji (76,92 m). Drugi zawodnik chodu na 10 000 metrów mężczyzn – Chińczyk Chen Ding ustanowił wynikiem 39:47,20 rekord Azji juniorów oraz rekord świata kadetów. Czwarta zawodniczka biegu na 3000 metrów z przeszkodami – Etiopka Halima Hassen ustanowiła w biegu finałowym rekord świata piętnastolatek (9:38,44). Zwyciężczyni konkursu trójskoku kobiet – Kubanka Dailenys Alcántara ustanowiła rekord świata szesnastolatek (14,25).
W poniższej tabeli przedstawiono 4 krajowe rekordy w kategorii seniorów, które ustanowiono podczas zawodów.
| Zawodnik       | Reprezentacja                        | Konkurencja                | Rezultat |
| -------------- | ------------------------------------ | -------------------------- | -------- |
| Leslie Murray  | Wyspy Dziewicze Stanów Zjednoczonych | bieg na 400 m przez płotki | 52,64    |
| Leslie Murray  | Wyspy Dziewicze Stanów Zjednoczonych | bieg na 400 m przez płotki | 52,51    |
| Li Wen-hua     | Chińskie Tajpej                      | rzut dyskiem               | 52,71    |
| Tatjana Jelača | Serbia                               | rzut oszczepem             | 58,77    |